# 韓大章
韓大章（1461年？—？），字本中，湖廣襄陽府襄陽縣民籍，浙江會稽縣人，明朝政治人物。

## 生平
成化十九年（1480年）癸卯科湖廣鄉試第十四名舉人。弘治六年（1493年）中式癸丑科會試第二百二十八名，三甲第九十七名進士。正德三年（1508年）任廣東韶州府知府。

## 家族
曾祖韓彥達；祖父韓良可，贈左長史；父韓弼，左長史。前母璩氏（贈宜人）；母王氏（封宜人）。具庆下。兄韓邦問（右布政使）、韓質問、韓博（典儀）、韓善問、韓明問（義官）。